# Reg Rogers
Reginald H. 'Reg' Rogers (Los Angeles, 23 december 1964) is een Amerikaans acteur.

## Carrière
Rogers begon in 1996 met acteren in de film Primal Fear, waarna hij nog meerdere rollen speelde in films en televisieseries. Hij is onder andere bekend van zijn rol in Friends (1997), Runaway Bride (1999), Analyze That (2002) en Hell on Wheels (2015). Rogers is naast televisieacteur ook actief als acteur in het theater. In 1995 maakte hij zijn debuut op Broadway in het toneelstuk The Molière Comedies. Hierna heeft hij nog meerdere rollen gespeeld op Broadway. In 1996 werd hij genomineerd voor een Tony Award voor zijn acteren in het toneelstuk Holliday.

## Filmografie

### Films
Uitgezonderd korte films.
- 2017 Present Laughter - als Morris Dixon
- 2015 El cielo es azul - als man
- 2014 Elsa & Fred - als Alec Hayes
- 2011 Georgetown - als Len Foster
- 2008 The Guitar - als Brett
- 2007 Lovely by Surprise - als Bob
- 2007 Chicago 10 - als Tom Hayden
- 2007 Them - als Ezekial Smits
- 2006 If You Lived Here, You'd Be Home Now - als Curtis
- 2006 Shut Up and Sing - als Richard
- 2005 Stone Cold - als Andrew Lincoln
- 2005 Four Lane Highway - als Lyle
- 2002 Analyze That - als Raoul Berman
- 2002 Igby Goes Down - als therapeut
- 2001 Get Well Soon - als Keith Charles
- 2000 The Photographer - als Max Martin
- 1999 I'll Take You There - als Bill
- 1999 Runaway Bride - als George 'Bug Guy' Swilling
- 1999 Jump - als Gordon
- 1997 'Til There Was You - als Bob
- 1997 The End of Violence - als Jack
- 1996 I Shot Andy Warhol - als Paul Morrisey
- 1996 Primal Fear - als Jack Connerman

### Televisieseries
Uitgezonderd eenmalige gastrollen.
- 2024; Evil - als en Flowers - 2 afl.
- 2021; The Blacklist - als Neville Townsend - 12 afl.
- 2019-2020; NOS4A2 - als Abe - 2 afl.
- 2018; You - als professor Paul Leahy - 2 afl.
- 2015-2016; Hell on Wheels - als James Strobridge - 8 afl.
- 2016; TURN - als Randall - 3 afl.
- 2014-2015; The Knick - als dr. Bertram Chickering sr. - 7 afl.
- 2015; Flesh and Bone - als Jasper - 3 afl. .
- 2013-2015; The Americans - als Charles Duluth - 4 afl.
- 2014; Boardwalk Empire - als Robert Hodge - 2 afl.
- 2003; Miss Match - als Richard Lonneman - 2 afl.
- 2003; Ed - als Ted - 2 afl.
- 2001; Attila the Hun - als keizer Valentinianus III - miniserie
- 1997; Friends - als de regisseur - 3 afl.

## Theaterwerk opBroadway
- 2023-2024 Merrily We Roll Along - als Joe
- 2019-2020 Tootsie - als Ron Carlisle
- 2018 The Iceman Cometh - als Jimmy Tomorrow
- 2017 Present Laughter - als Morris Dixon
- 2014-2015 You Can't Take It With You - als Boris Kolenkhov
- 2013 The Big Knife - als Smiley Coy
- 2010-2011 A Free Man of Color - als Tallyrand / Zeus-Marie Pincepoosse
- 2009 The Royal Family - als Tony Cavendish
- 1997-1998 Proposals - als Ken Norman
- 1995-1996 Holiday - als Ned Seton
- 1995 The Molière Comedies - als magistraat / Sganarelle (understudy)

- Bibliothèque nationale de France: cb15077970n (data)
- Gemeinsame Normdatei: 1061836789
- International Standard Name Identifier: 0000 0000 0265 9985
- Virtual International Authority File: 74143218